# フランシスコ・デ・オレリャーナ

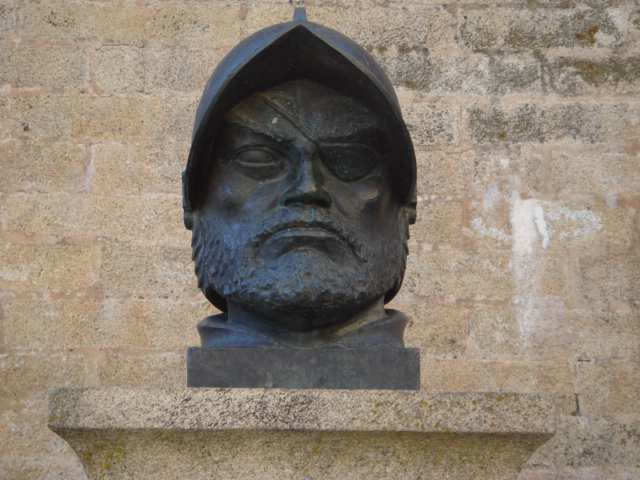
フランシスコ・デ・オレリャーナ

フランシスコ・デ・オレリャーナ(スペイン語: Francisco de Orellana, 1511年 - 1546年)は、スペインのコンキスタドール。オレリャナ、オレリャーノとも。
オレリャーナはフランシスコ・ピサロとともにスペインによるインカ帝国の征服に参加。ゴンサロ・ピサロがエル・ドラードを探して行った1541年の遠征に参加した士官の一人であった。
1541年12月に、現在のナポ川でオレリャーナの船は本隊から分離された。その後、オレリャーナの部隊はアマゾン川の全距離を航海し、1542年8月に河口に到達した。これは歴史上、不可能そうだが成功した航海の一つとして数えられている。
アマゾン川にその名が命名されたのはこの航海上であった。オレリャーナは勇敢な女性の戦士「アマゾネス族」（イカミアバス族）に攻撃されたと記録している。この女性戦士の存在については様々な見解がある。長髪の男性戦士だったという説もある。しかし、20世紀初頭にアマゾン地域を探検したパーシー・フォーセットは、タパジョス川の近辺で女性を首長とする部族と実際に遭遇している。
オレリャーナはアマゾン川を下った後の航海中に死去した。エクアドルのオレリャーナ県は彼にちなんで命名された。

オレリャーナの部隊の進路(1541年-1542年) (interactive map)